# Clapar (Subah)
Clapar is een bestuurslaag in het regentschap Batang van de provincie Midden-Java, Indonesië. Clapar telt 2090 inwoners (volkstelling 2010).